# 乌尔特拉莫尔特
乌尔特拉莫尔特，是西班牙加泰罗尼亚赫罗纳省的一个市镇。总面积4.36平方公里，总人口208人（2013年），人口密度48人/平方公里。